# إعادة ضبط
إعادة الضبط أو الاستبداء أو إعادة الاستبداء أو إعادة التبدئة أو الرد (بالإنجليزية: Reset)‏ في الحواسيب أو أنظمة نقل البيانات، إعادة ضبط هي إزالة أية أخطاء أو أحداث وإعادة النظام إلى حالته الطبيعية أو الأولى. ويستجاب عادةً لخطأ عندما يستحيل المضي قدما في النشاط أو لا يُرغب في ذلك.